# Pławnica (sieć)
Pławnica – rodzaj sieci rybackiej. Ma kształt prostokąta i zaopatrzona jest w pływaki u górnej krawędzi i ciężarki u dolnej. Utrzymuje się pionowo w wodzie będąc pułapką dla ławic ryb, głównie śledzi.
Pławnica nie jest holowana, lecz dryfuje swobodnie, podobnie jak statek rybacki, z którym łączy ją mocna lina. Połowami przy pomocy pławnic zajmują się głównie lugry i lugrotrawlery, które zazwyczaj stawiają kilka pławnic obok siebie.